# .pw
.pw е интернет домейн от първо ниво за Палау. Представен е през 1997. Поддържа се и се администрира от PW Registry Corporation.

## Второ ниво домейни
- co.pw: за комерсиална употреба
- ne.pw: за доставчици на технология
- or.pw: за некомерсиални организации
- ed.pw: за образователни институции
- go.pw: за правителствени агенции
- belau.pw: за местно изкуство, история и култура, туризъм и общи цели